# 潘復內閣
潘復內閣成立於1927年6月20日。1927年6月16日，中華民國國務總理顧維鈞辭職後，6月18日北洋奉系军阀首领張作霖成立中华民国安国军政府，并於1927年6月20日任命交通總長潘復為國務總理，组织内阁。是为中华民国北京政府最後一任國務總理，其内阁亦为中华民国北京政府最后一届内阁。
1928年6月3日，在与蒋中正的国民革命军作战失利后，中华民国陆海军大元帅張作霖和中华民国国务总理潘復離開北京乘专列返回奉天，中华民国北京政府统治时期結束。
1928年6月8日，国民革命军进入北京，北伐战争宣告胜利。中华民国北京政府统治时期結束，其法统地位由国民政府取代。
本内閣的法源是《中华民国军政府组织令》。

## 簡介
1927年6月18日，公佈《中华民国军政府组织令》，張作霖在北京就任“陸海軍大元帥”。《中华民国军政府组织令》規定，軍政府置国务员，辅佐大元帅执行政务，国务员包括国务总理、外交总长、军事总长、内务总长、财政总长、司法总长、教育总长、实业总长、农工总长、交通总长，均由大元帅任免，並且規定“大元帅之命令，国务总理须副署之，其关于各主管部分者，各部总长须连带副署。惟任免国务员不在此例”。同日，大元帥張作霖任命潘復為國務總理。6月20日，潘復就任國務總理，張作霖任命其他國務員即各部總長。:222潘復是奉系張作霖的幕僚，對國務總理這一職位渴望已久。潘復内閣是奉系内閣。:300-305
1928年2月25日，張作霖任命羅文榦為外交總長，王蔭泰調任司法總長，姚震轉任中華民國大理院院長，梁士詒為稅務督辦，曾毓雋為審計院院長。
1928年3月5日，北京設關稅自主委員會，以潘復任主席，羅文榦、梁士詒、顧維鈞、馬素、曹汝霖、王克敏、莫德惠、沈瑞麟、李思浩等14人任委員。
在北伐戰爭中，奉軍節節敗退。奉系因此更加依賴日本的支持。日本借此機會向張作霖提出了許多要求，特別是要求中日共同經營南滿鐵路和中國的四洮鐵路。潘復內閣的代理交通總長常蔭槐四處躲避南滿鐵路的代表們。日本駐華公使芳澤謙吉則直接面見大元帥張作霖，張作霖當面拒絕了日本提出的中日共同經營滿洲南北鐵路幹綫的要求。:300-305
1928年6月3日，由於國民革命軍北伐進逼北京，張作霖離開北京出山海關，潘復內閣解體。

## 內閣成員
內閣成員如下（附國務院秘書長）：:31-33:63-66
| 國務總理、各部及秘書長 | 各部總長 | 各部次長                                                                     | 各部次長                                         |
| ---------------------- | --- | ---------------------------------------------------------------------------- | ------------------------------------------------ |
| 國務總理               | 潘復（1927年6月18日—1928年6月3日出京）                                                                        | ——                                                                           | ——                                               |
| 外交部                 | 王蔭泰（1927年6月20日—1928年2月25日）→ 羅文榦（1928年2月25日—1928年6月3日留京維持）                           | 吳晉（1927年6月21日—？，陳恩厚代）                                           | 吳晉（1927年6月21日—？，陳恩厚代）               |
| 內政部                 | 沈瑞麟（1927年6月20日—1928年6月3日留京維持）                                                                  | 齊耀珹（1927年6月21日—？）                                                   | 齊耀珹（1927年6月21日—？）                       |
| 財政部                 | 閻澤溥（1927年6月20日—？）                                                                                    | *財政：朱有濟（1927年6月21日—？）                                            | *財政：朱有濟（1927年6月21日—？）                |
| 財政部                 | 閻澤溥（1927年6月20日—？）                                                                                    | *鹽務：段永彬（1927年6月21日—？）                                            |                                                  |
| 財政部                 | 閻澤溥（1927年6月20日—？）                                                                                    | *煙酒：董士恩（1927年6月20日—？）                                            |                                                  |
| 軍事部                 | 何豐林（1927年6月20日—1928年6月3日出京回奉天）                                                                | *參謀：于國翰（1927年6月21日—1928年4月3日）                                  | *次長兼參謀署長：于國翰（1928年4月3日—？）       |
| 軍事部                 | 何豐林（1927年6月20日—1928年6月3日出京回奉天）                                                                | *陸軍：楊毓珣（1927年6月21日—1928年4月3日）                                  | *次長兼參謀署長：于國翰（1928年4月3日—？）       |
| 軍事部                 | 何豐林（1927年6月20日—1928年6月3日出京回奉天）                                                                | *海軍：溫樹德（1927年6月21日—1928年4月3日）                                  | *次長兼軍政署長：楊毓珣（1928年4月3日—？）       |
| 軍事部                 | 何豐林（1927年6月20日—1928年6月3日出京回奉天）                                                                | *航空：劉光克（1927年6月21日—6月28日）→ 趙延緒（1927年6月28日—1928年4月3日） | *次長兼軍政署長：楊毓珣（1928年4月3日—？）       |
| 司法部                 | 姚震（1927年6月20日—11月12日假、次長單豫升代）→ 姚震（1927年1月12日回任—2月25日）→ 王蔭泰（1928年2月25日—？） | 單豫升（1927年6月22日—？，1927年11月12日代總長）                             | 單豫升（1927年6月22日—？，1927年11月12日代總長） |
| 教育部                 | 劉哲（1927年6月20日—1928年6月3日出京回奉天）                                                                  | 林修竹（1927年6月25日—？）                                                   | 林修竹（1927年6月25日—？）                       |
| 實業部                 | 張景惠（1927年6月20日—1928年6月3日出京回奉天）                                                                | 田步蟾（1927年6月21日—？）                                                   | 田步蟾（1927年6月21日—？）                       |
| 農工部                 | 劉尚清（1927年6月20日—10月3日）→ 莫德惠（1927年10月3日—？）                                                   | 劉敬宜（1927年6月21日—）                                                     | 劉敬宜（1927年6月21日—）                         |
| 交通部                 | 潘復（1927年6月20日—1928年6月3日出京；國務總理兼；1927年6月22日次長常蔭槐代）                                 | 常蔭槐（1927年6月21日—？，1927年6月22日代總長）                              | 常蔭槐（1927年6月21日—？，1927年6月22日代總長）  |
| 國務院秘書長           | 夏仁虎（1927年6月20日—）                                                                                      | ——                                                                           | ——                                               |